# Pays salonais
Le Pays salonais est un territoire de la métropole d'Aix-Marseille-Provence. 
Le territoire comprend les 17 communes précédemment membres de la communauté d'agglomération Agglopole Provence qui a fusionné au sein de la métropole le 1er janvier 2016. Le conseil de territoire a adopté le nom de Pays salonais le 25 avril 2016. 

## Communes membres
Le territoire du Pays salonais est créé par un décret du 23 novembre 2015. Il comprend les 17 communes qui étaient jusqu'au 1er janvier 2016 membres de l'Agglopole Provence.
| Commune              | Population | Conseillers |
| -------------------- | ---------- | ----------- |
| Alleins              | 2 468      | 1           |
| Aurons               | 533        | 1           |
| La Barben            | 798        | 1           |
| Berre-l'Étang        | 13 483     | 1           |
| Charleval            | 2 604      | 1           |
| Eyguières            | 6 852      | 1           |
| La Fare-les-Oliviers | 8 039      | 1           |
| Lamanon              | 2 007      | 1           |
| Lançon-Provence      | 8 738      | 1           |
| Mallemort            | 5 972      | 1           |
| Pélissanne           | 10 217     | 1           |
| Rognac               | 12 016     | 1           |
| Saint-Chamas         | 8 186      | 1           |
| Salon-de-Provence    | 45 574     | 5           |
| Sénas                | 7 006      | 1           |
| Velaux               | 8 949      | 1           |
| Vernègues            | 1 648      | 1           |

## Administration

### Conseil de territoire
Le conseil de territoire comprend 21 membres qui siègent également au sein du conseil métropolitain. Jusqu'aux élections de 2020, le conseil de territoire comptait également les conseillers précédemment membres du conseil communautaire de l'Agglopole Provence,,.

### Exécutif
Le conseil de territoire élit son président et peut élire jusqu'à 6 vice-présidents,.
Le 23 mars 2016, Nicolas Isnard est élu président du conseil de territoire. Il est réélu président le 13 juillet 2020 à l'unanimité avec 21 bulletins.
- Président : Nicolas Isnard (LR), maire de Salon-de-Provence
- 1er vice-président : Olivier Guirou (PS), maire de La Fare-les-Oliviers
- 2e vice-président : Michel Mille (LR), maire de Lançon-Provence
- 3e vice-présidente : Hélène Gente-Ceaglio  (DVG), maire de Mallemort
- 4e vice-président : David Ytier, adjoint au maire de Salon-de-Provence
- 5e vice-présidente : Anne Reybaud, maire de Vernègues
- 6e vice-président : Yannick Guerin (DVG), maire de Velaux

### Compétences
À l'inverse de la communauté d'agglomération précédente ou des territoires de la métropole du Grand Paris, le territoire du Pays salonais n'a pas de personnalité morale : c'est un organe déconcentré qui agit pour le compte du conseil de la métropole.
Le conseil de territoire émet des avis aux questions soumises au conseil métropolitain et reçoit — de manière obligatoire de 2016 à 2020, puis selon le vote du conseil métropolitain à partir de 2020 — l'exercice de certaines compétences de la métropole. 
Le territoire et le conseil métropolitain sont liés par « un pacte de gouvernance, financier et fiscal » adopté à la majorité des deux tiers par le conseil de territoire. Ce pacte définit la stratégie dans l'exercice des compétences, les relations financières et la gestion du personnel,.